# داحوس
الداحوس أو السحلية الدودية (الاسم العلمي:  Diplometopon)، نوع من الزواحف وتنتمي إلى سحالي الصحراء الحلقية.
هذا النوع موطنه في شبه الجزيرة العربية. ويبلغ طوله عادةً 30 سنتيمتراً ويستخدم تموجات الجسم على غرار الثعبان لتحريك نفسه. لديه رؤية محدودة، قوته الحشرات واللافقاريات الصغيرة.